# Microanalisi
La microanalisi è l'identificazione chimica e l'analisi quantitativa di piccolissime quantità di sostanze chimiche (in genere inferiori a 10 mg o 1 ml) o di superfici molto piccole di materiale (in genere meno di 1 cm2). Uno dei creatori della microanalisi degli elementi chimici è lo sloveno Fritz Pregl che ha vinto il Premio Nobel della Chimica nel 1923.

## Metodi
I metodi più noti utilizzati in microanalisi sono:
- La maggior parte dei metodi di spettroscopia: spettroscopia ultravioletta-visibile, spettroscopia infrarossa, risonanza magnetica nucleare, fluorescenza a raggi X e spettrometria di massa;
- Spettroscopia EDX;
- La maggior parte dei metodi di cromatografia: cromatografia liquida ad alte prestazioni, cromatografia a permeazione di gel;
- Alcuni metodi di analisi termica: calorimetria differenziale a scansione, analisi termogravimetrica;
- Elettroforesi;
- Frazionamento del flusso di campo;
- Diffrazione di raggi X;
- Analisi di combustione;

## Vantaggi
Rispetto ai normali metodi di analisi, la microanalisi:
- Richiede meno tempo per la preparazione
- Richiede meno campioni e solventi e quindi produce meno rifiuti ed è più economico.

## Svantaggi
- La gestione di piccole quantità non è sempre semplice.
- È necessaria una maggiore accuratezza della pesatura (ad esempio utilizzo di un bilanciamento preciso).